# Thomas George Morton

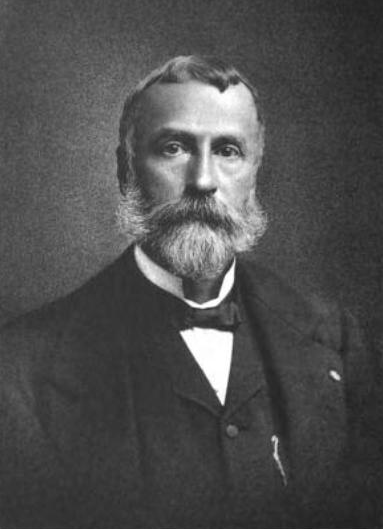
Thomas George Morton (1835–1903)

Thomas George Morton (geboren 8. August 1835; gestorben 20. Mai 1903) war ein US-amerikanischer Arzt.
Sein Vater war der Wissenschaftler Samuel George Morton. Er graduierte 1856 an der University of Pennsylvania. Im amerikanischen Bürgerkrieg war er Chirurg bei der Armee der Union am Satterlee United States Army General Hospital und am Chestnut Hill United States Army Hospital in Philadelphia. Sein Bruder war der General James St. Clair Morton.
Er war ein Verfechter von antiseptischen Bedingungen in der Chirurgie. Im April 1887 berichtete er über die Blinddarmentfernung an einem 26 Jahre alten Patienten, die dieser überlebte. Er war der erste Vorsitzende der American Anti-Vivisection society, die heute noch besteht und sich für die Einschränkung und Begrenzung von Tierversuchen in der medizinischen und wissenschaftlichen Welt einsetzt. Er gründete ferner eine Vereinigung, die sich für den Schutz von Kindern vor Grausamkeit einsetzte.
Er ist auf dem Woodlands Cemetery, Philadelphia, bestattet.